# Saint-Fargeau (Métro Paris)

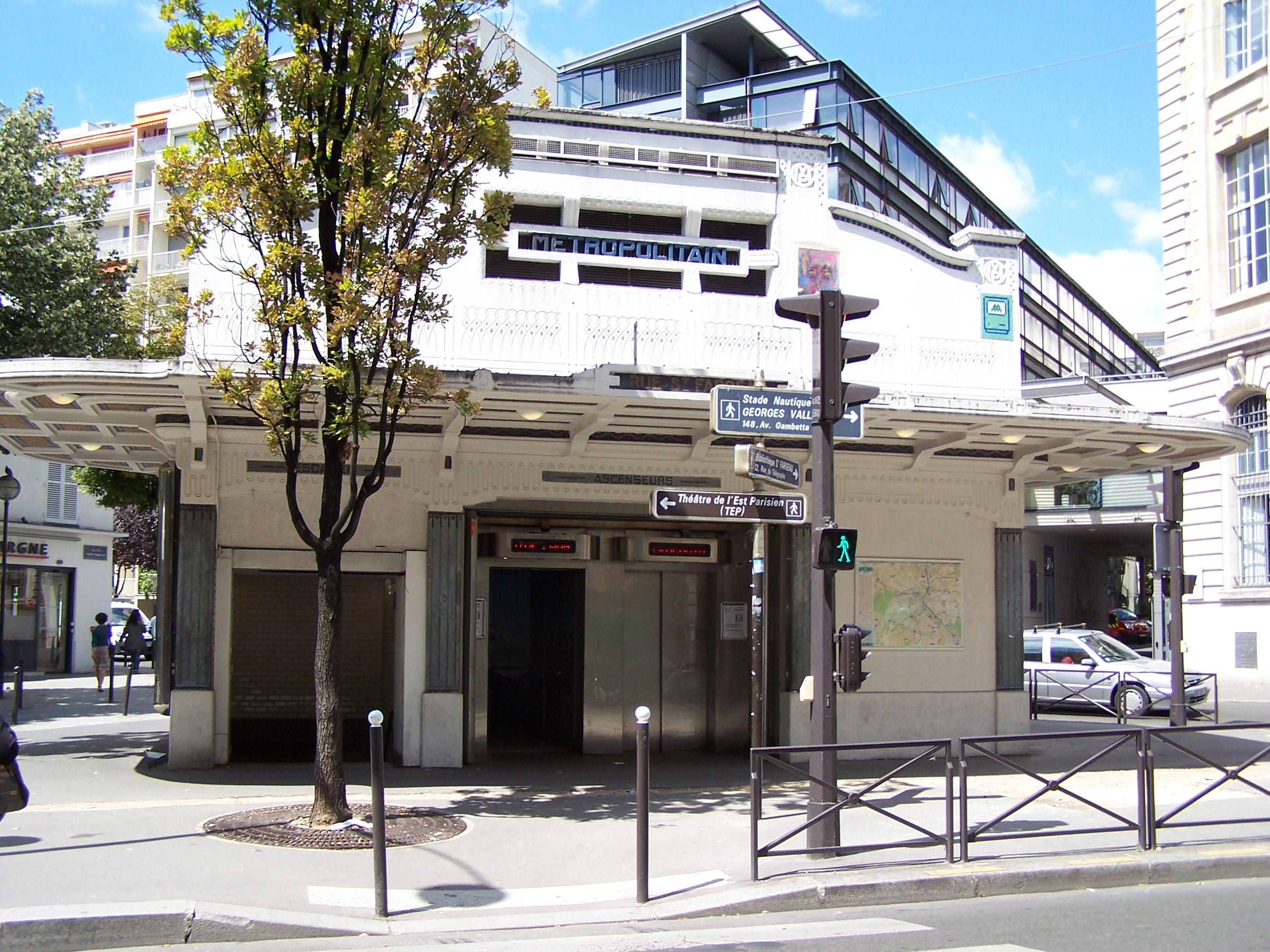
Zugangsgebäude

Der U-Bahnhof Saint-Fargeau [sɛ̃ faʁʒo] ist eine unterirdische Station der Linie 3bis der Pariser Pariser Métro.

## Lage
Die Station befindet sich im Quartier Saint-Fargeau des 20. Arrondissements von Paris. Sie liegt längs unter der Avenue Gambetta in Höhe deren Kreuzung mit der Rue Saint-Fargeau.

## Name
Namengebend ist die Rue Saint-Fargeau. Louis-Michel Le Peletier de Saint-Fargeau (1760–1793) war während der Französischen Revolution Politiker. Er stimmte für die Hinrichtung des Königs Ludwig XVI. und wurde aus diesem Grund von einem Royalisten ermordet.

## Geschichte und Beschreibung
Am 27. November 1921 wurde die Station mit der Eröffnung der Linie 3 in Betrieb genommen. Diese verlief damals von Porte de Champerret bis Porte des Lilas. 1971 wurde die Streckenführung der Linie 3 verändert, sie verkehrt seitdem von Gambetta weiter bis Gallieni. In diesem Zusammenhang wurde der Abschnitt von Gambetta nach Porte des Lilas am 2. April 1971 zur eigenständigen Linie 3bis.
Unter einem elliptischen, weiß gefliesten Gewölbe hat die 75 m lange Station Seitenbahnsteige an zwei parallelen Streckengleisen. Ihre Seitenwände folgen der Krümmung der Ellipse. Sie gehört zu den wenigen Stationen, die ein Zugangsgebäude aufweisen. Dessen Bau (Architekt: Charles Plumet) war erforderlich, da die tiefliegende Station neben dem Treppenaufgang Aufzüge erhielt.

## Fahrzeuge
Zunächst waren auf der Strecke Züge der Bauart Sprague-Thomson unterwegs, die dort bis 1967 verkehrten. In jenem Jahr erhielt die Linie 3 als erste die neue, klassisch auf Stahlschienen laufende Baureihe MF 67. Diese Züge sind auf der Linie 3bis im Jahr 2017 nach wie vor im Einsatz, allerdings auf die Länge von drei Wagen verkürzt.